# Manuela (1957)
Manuela is een Britse dramafilm uit 1957 onder regie van Guy Hamilton.

## Verhaal
Een kapitein op een stoomboot gelooft in strikte zelfbeheersing op het gebied van verlangens en gevoelens. Toch wordt hij langzaamaan verliefd op een aantrekkelijke verstekelinge.

## Rolverdeling
| Acteur           | Personage        |
| ---------------- | ---------------- |
| Trevor Howard    | James Prothero   |
| Leslie Weston    | Bleloch          |
| Donald Pleasence | Evans            |
| Jack MacGowran   | Tommy            |
| Warren Mitchell  | Moss             |
| Harcourt Curacao | Wellington Jones |
| Barry Lowe       | Murphy           |
| Pedro Armendáriz | Mario Constanza  |
| Juan Carolilla   | Ambtenaar        |
| John Rae         | Ferguson         |
| Roger Delgado    | Vreemdeling      |
| Harold Kasket    | Pereira          |
| Elsa Martinelli  | Manuela Hunt     |
| Max Butterfield  | Bliss            |
| Andy Ho          | Kok              |